# Sciara incerta
Sciara incerta är en tvåvingeart som beskrevs av Johannes Winnertz 1867. Sciara incerta ingår i släktet Sciara och familjen sorgmyggor.
Artens utbredningsområde är Tyskland. Inga underarter finns listade i Catalogue of Life.